# You'll Never Get Rich
You'll Never Get Rich is een Amerikaanse muziekfilm uit 1941 onder regie van Sidney Lanfield. De film is de eerste film met een groot budget waar actrice Rita Hayworth een hoofdrol in had. Dit deed veel voor Hayworths populariteit. Zo werd ze op de cover van Life geplaatst, terwijl de film in die tijd nog in productie was.
De film werd goed bezocht en Hayworth werd een ster. Ook deed hij veel voor Astaire, die na zijn breuk met Ginger Rogers de moed had verloren. Hij zag in Hayworth zijn nieuwe blijvende danskoppel.
Het is niet bekend of de film in Nederland ook uitgebracht werd in de cinema. Wel werd de film op 20 november 2003 op dvd uitgebracht.

## Verhaal
Martin Cortland is een getrouwde man die een oogje krijgt op de aantrekkelijke Sheila Winthrop. Hij koopt juwelen voor de showgirl. Deze worden echter gevonden door zijn vrouw. Martin doet er alles aan om zijn vrouw te misleiden en betrekt hierdoor choreograaf Robert Curtus in beeld. Wanneer alles fout verloopt, zoekt Robert zijn toevlucht in het leger.

## Rolverdeling
| Acteur          | Personage          |
| --------------- | ------------------ |
| Fred Astaire    | Robert Curtus      |
| Rita Hayworth   | Sheila Winthrop    |
| Robert Benchley | Martin Cortland    |
| John Hubbard    | Captain Tom Barton |
| Osa Massen      | Sonya              |

## Zang en dans
Robert Alton zorgde voor de regie van de dans. Omdat Astaire zelf de choreografie deed, richtte Alton zich meer op het koor.
- Rehearsal Duet: Een kort nummer waarin Astaire en Hayworth gezamenlijk aan het tapdansen waren.
- Boogie Barcarolle: Een nummer dat gebruik maakte van verschillende musicalritmes. Astaire leidde het koor, bestaande uit onder andere Hayworth. Dit nummer had geen veelvoorkomende stijl voor Astaire.
- Shootin' The Works For Uncle Sam: Een nummer waarin zowel gezongen als gedanst wordt. Astaire leidt zijn koor door een treinstation.
- Since I Kissed My Baby Goodbye: een nummer dat werd genomineerd bij de Academy Awards in 1942 voor Best Music, Original Song.
- March Milastaire (A-Stairable Rag): Een nummer waarin een parade werd gedaan en jazz als genre heeft. In het nummer wordt Astaire verliefd en uit dit door te gaan tapdansen.
- So Near And Yet So Far: Een rumba-melodie, waar Astaire de zang bij levert. Het nummer richt zich op de verleidelijke Hayworth.
- The Wedding Cake Walk: Een routine met Astaire & Hayworth en een enorm koor.